# Lucha libre

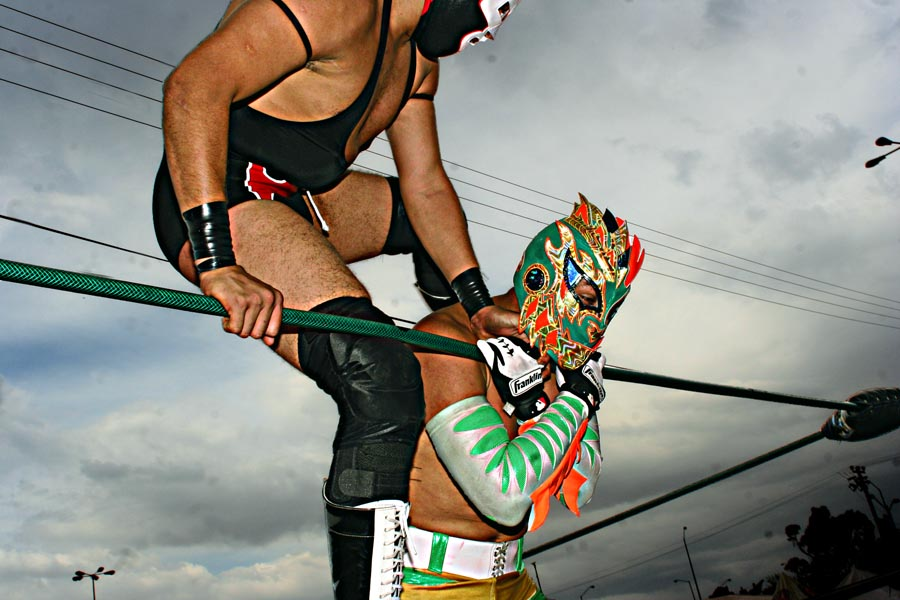
Meci lucha libre din 2009

Lucha libre (literalmente „lupte libere”) este termenul folosit în America Latină pentru wrestling. De la introducerea sa în Mexic, la începutul secolului XX, s-a dezvoltat într-o formă unică a genului, caracterizată prin măști colorate, secvențe rapide de rețineri, manevre și tehnici aeriene, unele dintre acestea fiind adoptate în Statele Unite, Japonia și în alte țări. Purtarea măștilor a căpătat o semnificație specială, iar uneori se dispută meciuri în care învinsul trebuie să își scoată permanent masca, ceea ce reprezintă o miză de grea încărcătură. Luptele în echipă sunt deosebit de răspândite în lucha libre, în special meciurile cu echipe formate din trei membri, numite triouri.
Luptătorii din Lucha Libre sunt cunoscuți sub numele de luchadores (singular luchador, care înseamnă „luptător”). Ei provin de obicei din familii extinse de luptători care își formează propriile cluburi. O astfel de descendență integrată pe scena de wrestling profesionist din Statele Unite sunt Los Guerreros (numele lor de familie fiind, întâmplător, cuvântul spaniol pentru „războinic”).
La 21 iulie 2018, Lucha Libre mexicană a fost declarată patrimoniu cultural imaterial al Ciudad de Mexico.

## Istorie
Istoricul luptelor mexicane datează din 1863, în timpul intervenției franceze în Mexic, când Enrique Ugartechea, primul luptător mexican, a dezvoltat Lucha Libre mexicană pornind de la luptele greco-romane.

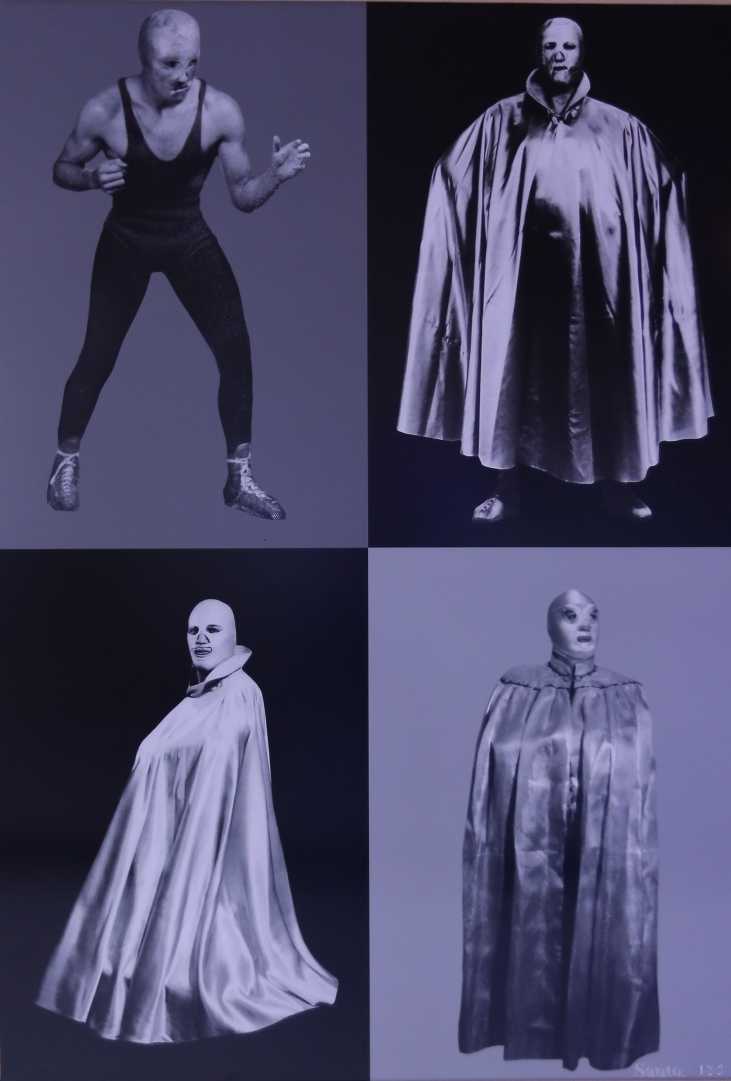
Rodolfo Guzmán Huerta sau El Santo, luptător și erou național mexican.

La începutul anilor 1900, wrestlingul profesionist a fost în mare parte un fenomen regional în Mexic, până când Salvador Lutteroth a fondat Empresa Mexicana de Lucha Libre (Întreprinderea mexicană de lupte libere) în 1933, oferind pentru prima dată un punct de sprijin național pentru acest sport. Fundația a înflorit și a devenit rapid principalul centru pentru luptători. Pe măsură ce televiziunea a devenit un mijloc de divertisment viabil în anii 1950, Lutteroth a putut să transmită luptele sale în toată țara, ceea ce a dus la o explozie de popularitate pentru acest sport. Mai mult, apariția televiziunii a fost cea care i-a permis lui Lutteroth să promoveze primul superstar Lucha Libre într-un fenomen național de cultură pop.
În 1942, lucha libre avea să fie schimbată pentru totdeauna când un luptător cu mască argintie, cunoscut sub numele simplu de El Santo (Sfântul), a urcat pentru prima dată în ring. Și-a făcut debutul în Mexico City, câștigând o gală de lupte între opt oameni. Publicul s-a îndrăgostit de mistica și secretul personalității lui Santo, care a devenit rapid cel mai popular luchador din Mexic. Cariera sa de wrestling s-a întins pe aproape cinci decenii, timp în care a devenit un erou popular și un simbol al justiției pentru omul de rând, prin aparițiile sale în benzi desenate și filme, în timp ce sportul a primit un grad de atenție de neegalat din partea publicului.

## Măști

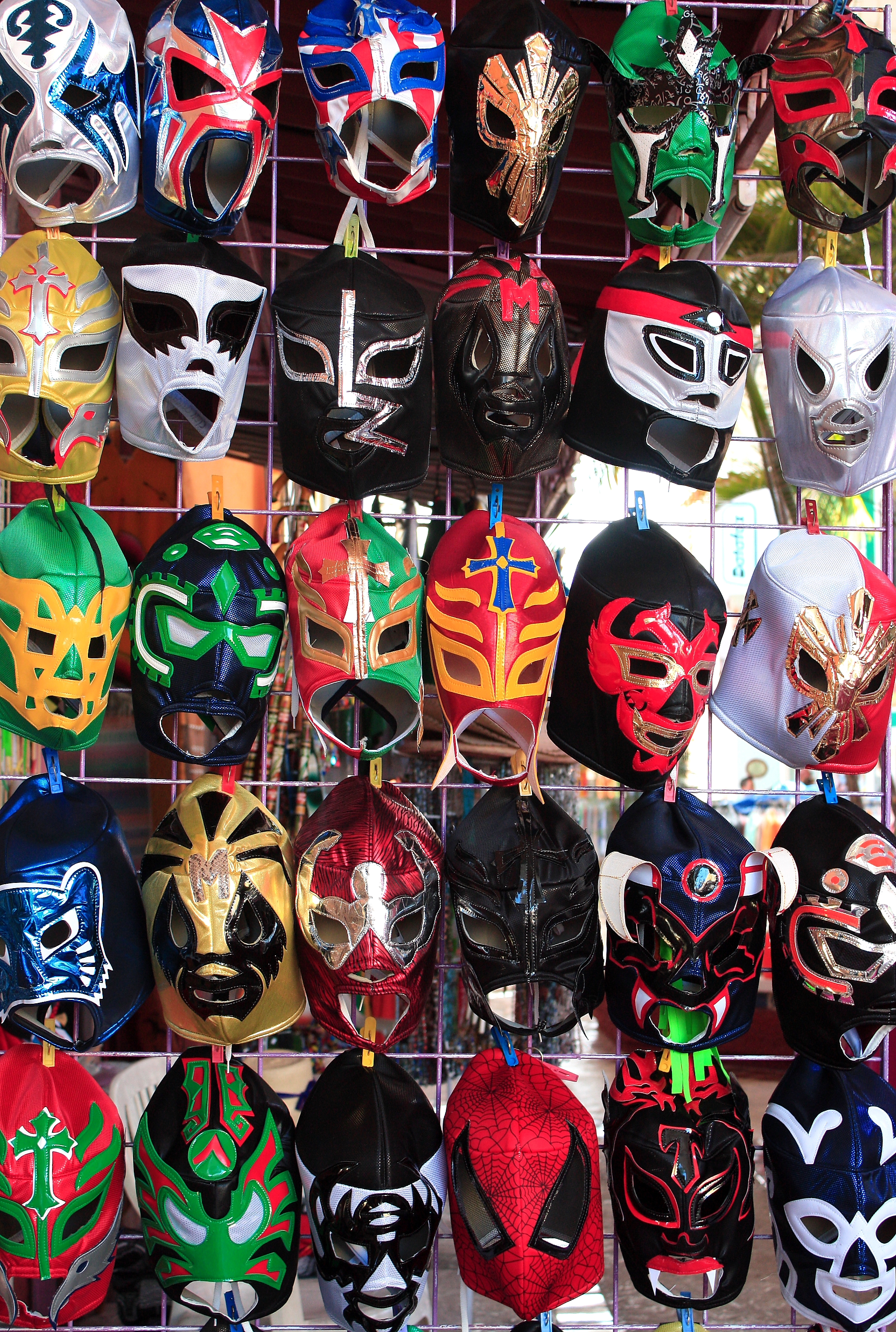
Măști pentru luptă

Măștile (máscaras) au fost folosite încă de la începuturile lucha libre, la începutul secolului al XX-lea, și au o semnificație istorică pentru Mexic, datând de pe vremea aztecilor. Primele măști erau foarte simple, cu culori de bază pentru a distinge luptătorul. În lucha libre modernă, măștile sunt concepute în culori pentru a evoca imagini de animale, zei, eroi antici și alte arhetipuri, a căror identitate o preia luchadorul în timpul unui spectacol. Practic, toți luptătorii din Mexic își vor începe cariera purtând măști, dar, pe parcursul carierei, un număr mare dintre ei vor fi demascați. Uneori, un luptător care urmează să se retragă va fi demascat în ultimul său meci sau la începutul ultimului său turneu, ceea ce semnifică pierderea identității personajului respectiv. Uneori, pierderea măștii semnifică sfârșitul unui stil, luptătorul trecând la un nou stil de luptă și la o nouă mască. Masca este considerată sacră, îndepărtarea completă a măștii unui adversar în timpul unui meci fiind motiv de descalificare.
În timpul carierei lor, luchadores mascați vor fi adesea văzuți în public purtând măștile și păstrând cultura lucha libre, în timp ce alți luptători mascați vor interacționa cu publicul și presa în mod normal. Cu toate acestea, ei vor face în continuare eforturi mari pentru a-și ascunde adevărata identitate; de fapt, masca este sinonimă cu luchadorul. El Santo a continuat să poarte masca și după retragere, dezvăluindu-și fața doar pentru scurt timp la bătrânețe, iar în cele din urmă a fost înmormântat purtând masca sa argintie.

## Categorii

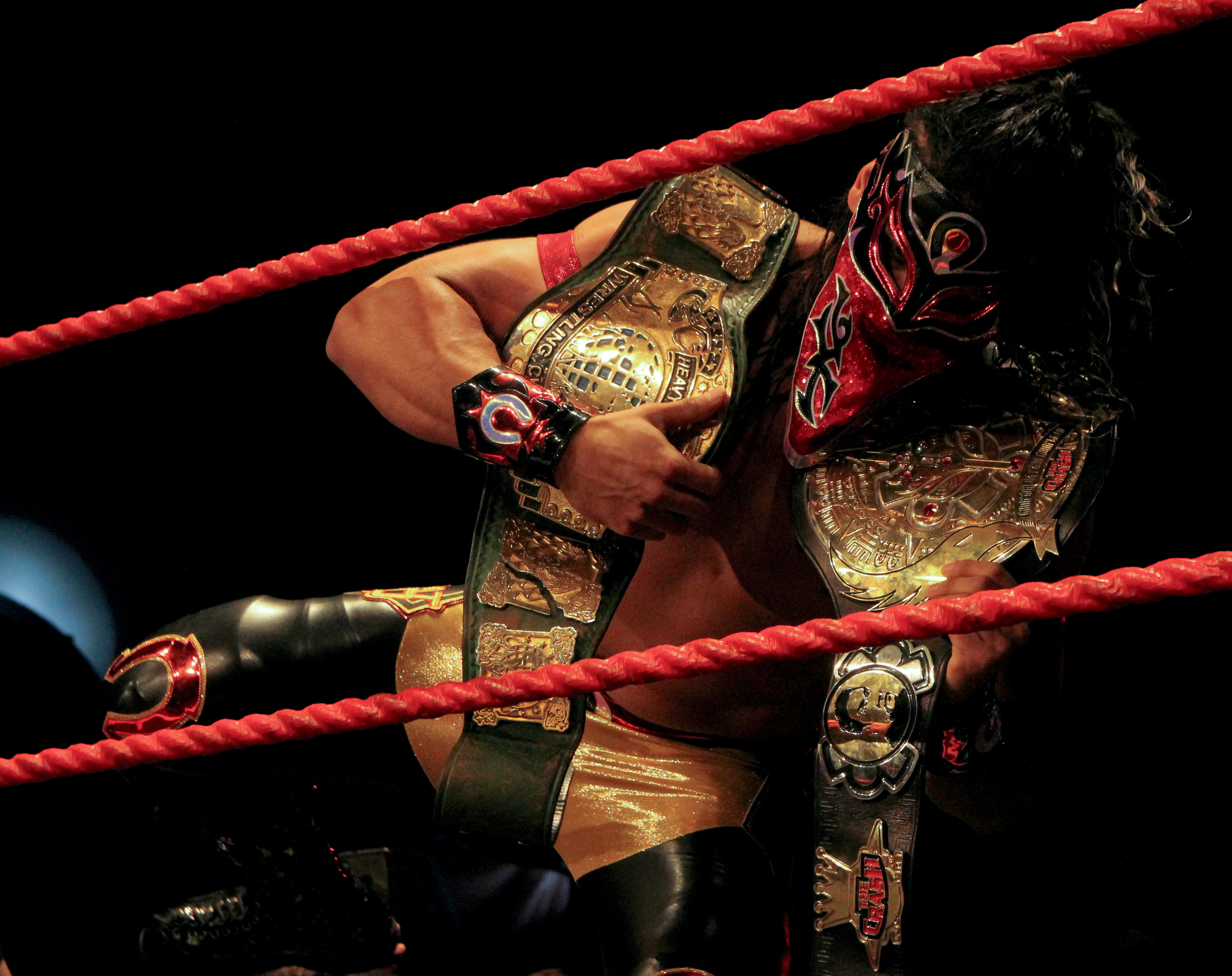
Bandido, campion mondial la categoria supergrea în 2019

| Categorie      | Denumirea în spaniolă                       | Greutatea maximă |
| -------------- | ------------------------------------------- | ---------------- |
| Supergrea      | Peso Completo                               | Nelimitată       |
| Grea           | Peso Crucero / Peso Junior-Completo         | 105 kg (230 lb)  |
| Semigrea       | Peso Semicompleto                           | 97 kg (210 lb)   |
| Super mijlocie | Peso Super Medio / Peso Semicompleto Junior | 92 kg (200 lb)   |
| Mijlocie       | Peso Medio                                  | 87 kg (190 lb)   |
| Semimijlocie   | Peso Super Wélter                           | 82 kg (180 lb)   |
| Mijlocie mică  | Peso Wélter                                 | 77 kg (170 lb)   |
| Super ușoară   | Peso Super Ligero                           | 73 kg (160 lb)   |
| Ușoară         | Peso Ligero                                 | 70 kg (150 lb)   |
| Pană           | Peso Pluma                                  | 63 kg (140 lb)   |
| Cocoș          | Peso Gallo                                  | 57 kg (130 lb)   |
| Muscă          | Peso Mosca                                  | 52 kg (110 lb)   |
| Mini-Star      | Mini-Estrella                               | Luptători scunzi |
| Micro-Star     | Micro-Estrella                              | Luptători pitici |